# 白樺文学館
白樺文学館（しらかばぶんがくかん）は、千葉県我孫子市にある、旧志賀直哉邸近くに建てられた、日本の文学記念館。

## 概要
1914年（大正3年）の秋、雑誌『白樺』を中心に展開された白樺派の中心人物の柳宗悦が、新妻の兼子と手賀沼のほとりの叔父（嘉納治五郎）の別荘地前に移住した。翌年（1915年）、柳宗悦の強い誘いで志賀直哉・康子夫妻が移住し、1916年（大正5年）には武者小路実篤・房子夫妻など相次いで白樺派の仲間が手賀沼のほとりに住むようになり、我孫子の地から新しい文化を発信していった。
それを記念して2001年に旧志賀直哉邸近くに民間人が創設した文学館で、2009年に千葉県我孫子市に運営を引き継いで今に至っている。

## 施設概要
- B1F - 音楽室
- 1F - 展示室、図書（白樺復刻書、志賀直哉全集など）
- 2F - 展示室、和室

## 利用案内

### 開館時間
- 9:30-16:30

### 休館日
- 毎週月曜日（月曜が休日の場合は直後の平日）
- 12月29日 - 1月3日

### 所在地
- 千葉県我孫子市緑2-11-8

### 入場料
- 一般　300円
- 大学生・高校生　200円
- 団体20人以上2割引
- 3館共通券（白樺文学館、杉村楚人冠記念館、我孫子市鳥の博物館）　500円

### 交通
- 東日本旅客鉄道（JR東日本）常磐線・成田線 我孫子駅　南口より徒歩15分